# Avenged Sevenfold (альбом)
Avenged Sevenfold — четвертий студійний альбом американської групи Avenged Sevenfold, який вийшов 26 жовтня 2007 року.

## Композиції
1. Critical Acclaim — 5:14
2. Almost Easy — 3:54
3. Scream — 4:48
4. Afterlife — 5:53
5. Gunslinger — 4:11
6. Unbound (The Wild Ride) — 5:11
7. Brompton Cocktail — 4:13
8. Lost — 5:02
9. A Little Piece of Heaven — 8:01
10. Dear God — 6:33